# Kivijärvi och Kotajärvi
Kivijärvi och Kotajärvi är en sjö i Finland. Den ligger i kommunen Suomussalmi i landskapet Kajanaland, i den centrala delen av landet, 600 km norr om huvudstaden Helsingfors. Kivijärvi och Kotajärvi ligger 212 meter över havet. Den är 7,2 meter djup. Arean är 79,8 hektar och strandlinjen är 7,45 kilometer lång. Sjön  ingår i Uleälvens huvudavrinningsområde. 